# Ornithodoros
Genre
Synonymes
- Alectorobius Pocock, 1907
- Alveonasus Schulze, 1941
- Reticulinasus Schulze, 1941
- Theriodoros Pospelova-Shtrom, 1950
- Ornamentum Clifford, Kohls & Sonenshine, 1964
- Proknekalia Keirans, Hoogstraal & Clifford, 1977
- Pavlovskyella Klompen & Oliver, 1993

Ornithodoros est un genre de tiques de la famille des Argasidae.
Les espèces de ce genre sont nommées en français Ornithodores.
On a aujourd'hui identifié une centaine d'espèces d'Ornithodoros.

## Distribution et habitats

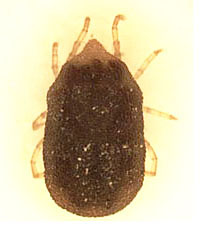
Ornithodoros hermsi, l'une des nombreuses espèces de tiques molles du genre Ornithodoros

Comme leur nom l'indique, ces tiques vivent surtout sur des oiseaux (beaucoup d'espèces vivent cependant dans les terriers de rongeurs, et se sont adaptées aux maisons ou lieux d'élevage) mais peuvent occasionnellement mordre l'homme ou d'autres espèces animales pour y faire un repas de sang et éventuellement leur transmettre par piqûre un virus ou une bactérie pathogène (Borrelia par exemple).
Les tiques Ornithodoros quand elles ne sont pas fixées sur les oiseaux ou d'autres animaux, semblent apprécier les lieux obscurs et abrités (niches, terriers, grottes, tanières, anfractuosités de falaises servant de colonies de reproduction ou dortoirs aux oiseaux).
De rares espèces parasitent le bétail.
Deux espèces (O. savignyi et O. Coriaceus présentent une caractéristique exceptionnelle ; elles sont dotées d'yeux alors que les tiques sont habituellement aveugles. Elles vivent juste au-dessous ou au-dessus du niveau du sol à l'ombre des arbres et des rochers où le bétail et les animaux sauvages dorment ou se reposent.
La première, O savignyi (Sand tampan) vit dans les zones semi-arides, de la Namibie à l'Inde et jusqu'au Sri Lanka, souvent extrêmement abondante.
Les humains et les animaux mordus par ce parasite souffrent de graves irritations et d'infection ou toxicoses, conduisant parfois à la paralysie et à la mort.
L'autre tique à yeux : O. Coriaceus (la "pajaroello") vit en Amérique, où son habitat typique est constitué de collines à maquis de chênes dans le nord de la Californie et du Nevada, ainsi qu'au Chiapias (Mexique). Elle occupe volontiers la litière des cerfs qui s'installent sous les arbres et près de gros rochers. Cette espèce est connue pour irriter les cerfs et les bovins. Chez l'homme, sa morsure provoque une réaction cutanée qui peut être sévère. L'avortement épizootique bovin, causé par Borrelia crocidurae, semble transmis uniquement ou essentiellement par O. coriaceus.
Ornithodoros guerneyi s'abrite dans le sol à l'ombre des arbres dans les zones arides de l'Australie, où les kangourous et les êtres humains se protègent du soleil. Elle ne semble pas poser problème pour les bovins, mais peut-être uniquement parce que les élevages sont rares ou absents dans ces habitats
La chasse (via les chiens ou le gibier rapporté) peut être une cause d'infestation de basses-cours et chenils)

## Prédateurs
Les prédateurs de ces tiques existent probablement (oiseaux, reptiles, invetébrés et parasites), de même que des pathogènes (bactéries, virus), mais ils sont mal connus, comme d'ailleurs pour la plupart des autres espèces de tiques, dans le monde entier.

## Maladies véhiculées par les tiquesOrnithodoros

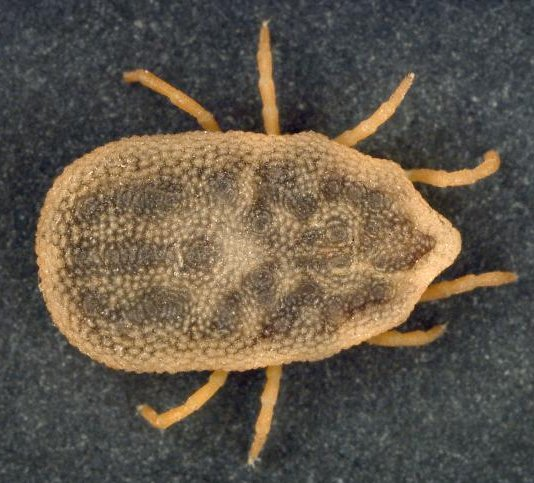
Carios kelleyi, tique parasite des chauve-souris et parfois de l'Homme. Cette espèce est vectrice d'au moins trois bactéries pathogènes pour l'Homme (Rickettsia, Borrelia et Bartonella). Faute de chauve-souris, elle peut faire son repas de sang sur l'Homme.

De nombreuses espèces d’Ornithodoros trouvées dans des terriers d'animaux étaient infectées par le virus de la peste porcine africaine (PPA) et avaient la capacité (confirmée en laboratoire) de transmettre cet agent pathogène en Europe et aux Amériques. 
Le réservoir naturel et principal vecteur de ce virus semble être une tique de la sous-espèce Ornithodoros porcinus porcinus (Ornithodoros porcinus moubata), fréquente dans les terriers des forêts tropicales africaines, des phacochères et porcs-épics. Elle parasite aussi les populations de porcs domestiques des environs, qui peuvent être décimés par cette maladie.
Les porcs sauvages et domestiques ne semblent par contre pas en cause dans l'épidémiologie de Borrelia duttoni, bactérie spirochète qui est l'agent de la fièvre récurrente africaine de l'homme, transmise, elle, par la tique Ornithodoros moubata.
O. moubata peut transmettre le virus du Nil occidental à la souris, mais avec un faible taux d'efficacité.
Le virus de la peste porcine africaine a été transporté dans de la viande infectée en Espagne, où une autre tique, Ornithodoros marocanus (erraticus), occupe les terriers de rongeurs et a colonisé les porcheries, devenant aussi un vecteur efficace. O. marocanus est également un réservoir et vecteur de Borrelia hispanica (agent de la fièvre récurrente de l'Espagne et du Nord-Ouest de l'Afrique, qui touche l'Homme).
La peste porcine africaine a aussi été introduite par l'Homme au Brésil, en Haïti, en République dominicaine et à Cuba. Ce sont alors les tiques américaines O. puertoricensis, O. turicata, O. talaje, O. dugesi, et O. coriaceus qui peuvent être les vecteurs potentiels du virus de la PPA.
En Chine, dans le sud de l'ex-URSS, au nord-ouest de l'Inde, et de l'Afghanistan à la Grèce, ainsi qu'au nord la Libye, et dans certaines îles de l'Est de la Méditerranée, les tiques O. tholozani (O. papillipes et O. Crossi) infestent les terriers, grottes, écuries, murets de pierres et terre clôturant les élevages, et les habitations de l'homme en milieu sec à semi-désertiques ou de steppe. Ces tiques s'alimentent sur de nombreux rongeurs, ainsi que sur les hérissons, porcs-épics, et de nombreux animaux domestiques.
Les humains mordus par la tique O. tholozani peuvent développer une maladie grave, parfois mortelle, dite fièvre persique récurrente due à la bactérie spirochète  Borrelia persicus transmise par les tiques infectées.
En Asie, Europe du Sud-Est et au Moyen-Orient, la tique O. lahorensis, qui était autrefois un parasite jouant sans doute un rôle dans la régulation des moutons sauvages, là où leurs populations devenaient denses dans des milieux pauvres ou secs, infeste les endroits où les moutons sauvages se reposent, à l'abri des rochers.
 Cette tique s'est parfaitement adaptée aux infrastructures agricoles humaines. Elle est devenue un ravageur important du bétail dans les écurie, bergeries ou étables des plaines et montagnes du Tibet, du Cachemire, et jusqu'au sud de l'ex-URSS à l'Arabie saoudite et en Turquie, Grèce, Bulgarie et Yougoslavie.
Le cycle de vie d’O.lahorensis, à deux hôtes, est biologiquement remarquable. Cette tique est délétère pour le bétail abrité en hiver dans les régions fortement infestées. Les pathogènes qu'elle diffuse provoquent des paralysies, l'anémie des animaux et des toxicoses. A elle seule, elle transmet au moins les agents de la piroplasmose, de la brucellose, de la fièvre Q et de la tularémie.
En Iran et au Turkménistan, O. canestrini, encore peu étudiée, parasite le bétail abrité dans les abris-sous-roche, étables, écuries et bergeries.
Au sud de États-Unis et au Mexique, la tique O. turicata vit dans des terriers, fissures et grottes. Elle parasite des rongeurs mais aussi des oiseaux cavernicoles (hiboux, chouettes), des reptiles (serpents, tortues), ainsi que le porc domestiques et d'autres animaux d'élevage.
Contrairement aux modes habituels d'alimentation des Ornithodoros, cette tique quand elle est immature s'engorge de sang en moins de 30 min (les adultes peuvent cependant rester fixés sur leur hôte jusqu'à deux jours durant). 
Elle a été associée à des maladies porcines et peut déclencher chez l'Homme de graves réactions toxiques ou allergiques, avec des infections secondaires.
Au nord-ouest d'Amérique du Sud, la tique O. furucosus parasite les humains et leur bétail jusque dans les maisons et les étables.
D'autres tiques, telles qu’O. braziliensis et O. rostratus, qui étaient à l'origine probablement des parasites du pécari, sont devenues des ravageurs du bétail en Amérique du sud, où elles mordent aussi les humains.

## Proximités nouvelles entre hommes et tiques, et risques associés
Dans un contexte de mondialisation croissante (c'est-à-dire de déplacements plus nombreux et plus fréquents et plus distants de biens, animaux et personnes), la promenade, mais plus encore la chasse en forêt, et l'utilisation des chiens peuvent ramener ces tiques dans les villages et dans les zones d'élevage ou dans des pays éloignés où tiques et agents pathogènes peuvent parfois trouver des conditions de vie nouvelles et idéales. De même, la sédentarisation  des populations autrefois nomades ou plus mobiles (chasseurs-cueilleurs-agriculteurs dans la jungle, et éleveurs extensifs en milieux ouverts) a peut-être localement favorisé la pullulation de certaines espèces et l'infection du bétail ou de l'Homme par certaines maladies émergentes. Ces aspects éco-épidémiologiques demandant encore à être mieux étudiés.
À titre d'exemple, une nouvelle espèce de borrélie (Borrelia johnsonii, en l'honneur du Dr Johnson C. Russell) a été récemment identifiée chez la tique Carios kelleyi, parasite des chauve-souris et parfois de l'Homme, notamment dans les maisons, après que leur propriétaire en ait fait fuir une colonie de chauve-souris (elles sont à la recherche d'une nouvelle source de nourriture). Cette tique a été étudiée dans l'Iowa pour voir si elle était hôte de borrélies responsables de fièvres récurrentes. Elle l'était effectivement, et on a détecté dans cette tique un spirochète (trouvé dans le liquide coxal et les glandes salivaires). Ce spirochète est responsable de fièvre récurrente. Il semble apparenté à Borrelia turicata, mais en diffère génétiquement. Ceci évoque la possibilité de nouveaux foyers d'endémie pour la fièvre récurrente enzootique, qui seront à surveiller, d'autant que cette tique est également connue comme vectrice d'autres bactéries pathogènes (Rickettsia, Borrelia, et Bartonella). On peut craindre que l'épidémie de white nose (maladie fongique) qui depuis le début des années 2000 décime les chauve-souris en Amérique du nord encourage les tiques de chauve-souris à se rabattre sur d'autres espèces (dont l'homme) au risque de véhiculer aussi des maladies.

## Liste des espèces
Selon Guglielmone et al., 2010 :
- Ornithodoros acinus Whittick, 1938
- Ornithodoros alactagalis Issaakjan, 1936
- Ornithodoros amblus Chamberlin, 1920
- Ornithodoros apertus Walton, 1962
- Ornithodoros aragaoi Fonseca, 1960
- Ornithodoros arenicolous Hoogstraal, 1953
- Ornithodoros asperus Warburton, 1918
- Ornithodoros azteci Matheson, 1935
- Ornithodoros batuensis Hirst, 1929
- Ornithodoros brasiliensis Aragão, 1923
- Ornithodoros brodyi Matheson, 1935
- Ornithodoros camicasi (Sylla, Cornet & Marchand, 1997)
- Ornithodoros canestrinii (Birula, 1895)
- Ornithodoros capensis Neumann, 1901
- Ornithodoros casebeeri Jones & Clifford, 1972
- Ornithodoros cheikhi Vermeil, Marjolet & Vermeil, 1997
- Ornithodoros chironectes Jones & Clifford, 1972
- Ornithodoros chiropterphila Dhanda & Rajagopalan, 1971
- Ornithodoros cholodkovskyi Pavlovsky, 1930
- Ornithodoros clarki Jones & Clifford, 1972
- Ornithodoros collocaliae Hoogstraal, Kadarsan, Kaiser & Van Peenen, 1974
- Ornithodoros compactus Walton, 1962
- Ornithodoros concanensis Cooley & Kohls, 1941
- Ornithodoros coniceps (Canestrini, 1890)
- Ornithodoros cooleyi McIvor, 1941
- Ornithodoros coriaceus Koch, 1844
- Ornithodoros cyclurae de la Cruz, 1984
- Ornithodoros darwini Kohls, Clifford & Hoogstraal, 1969
- Ornithodoros delanoei Roubaud & Colas-Belcour, 1931
- Ornithodoros denmarki Kohls, Sonenshine & Clifford, 1965
- Ornithodoros dugesi Mazzotti, 1943
- Ornithodoros dusbabeki Černý, 1967
- Ornithodoros dyeri Cooley & Kohls, 1940
- Ornithodoros eboris Theiler, 1959
- Ornithodoros echimys Kohls, Clifford & Jones, 1969
- Ornithodoros elongatus Kohls, Sonenshine & Clifford, 1965
- Ornithodoros eptesicus Kohls, Clifford & Jones, 1969
- Ornithodoros eremicus Cooley & Kohls, 1941
- Ornithodoros erraticus (Lucas, 1849)
- Ornithodoros faini Hoogstraal, 1960
- Ornithodoros foleyi Parrot, 1928
- Ornithodoros fonsecai (Labruna & Venzal, 2009)
- Ornithodoros furcosus Neumann, 1908
- Ornithodoros galapagensis Kohls, Clifford & Hoogstraal, 1969
- Ornithodoros graingeri Heisch & Guggisberg, 1953
- Ornithodoros grenieri Klein, 1965
- Ornithodoros gurneyi Warburton, 1926
- Ornithodoros hadiae (Klompen, Keirans & Durden, 1995)
- Ornithodoros hasei (Schulze, 1935)
- Ornithodoros hermsi Wheeler, Herms & Meyer, 1935
- Ornithodoros indica Rau & Rao, 1971
- Ornithodoros jul Schulze, 1940
- Ornithodoros kelleyi Cooley & Kohls, 1941
- Ornithodoros knoxjonesi Jones & Clifford, 1972
- Ornithodoros kohlsi Guglielmone & Keirans, 2002
- Ornithodoros lahorensis Neumann, 1908
- Ornithodoros macmillani Hoogstraal & Kohls, 1966
- Ornithodoros madagascariensis Hoogstraal, 1962
- Ornithodoros marinkellei Kohls, Clifford & Jones, 1969
- Ornithodoros maritimus Vermeil & Marguet, 1967
- Ornithodoros marmosae Jones & Clifford, 1972
- Ornithodoros marocanus Velu, 1919
- Ornithodoros mimon Kohls, Clifford & Jones, 1969
- Ornithodoros mormoops Kohls, Clifford & Jones, 1969
- Ornithodoros moubata (Murray, 1877)
- Ornithodoros muesebecki Hoogstraal, 1969
- Ornithodoros multisetosus (Klompen, Keirans & Durden, 1995)
- Ornithodoros natalinus Černý & Dusbábek, 1967
- Ornithodoros nattereri Warburton, 1927
- Ornithodoros nicollei Mooser, 1932
- Ornithodoros normandi Larrousse, 1923 (Alectorobius)
- Ornithodoros papuensis (Klompen, Keirans & Durden, 1995)
- Ornithodoros papillipes (Birula, 1895)
- Ornithodoros parkeri Cooley, 1936
- Ornithodoros peringueyi Bedford & Hewitt, 1925
- Ornithodoros peropteryx Kohls, Clifford & Jones, 1969
- Ornithodoros peruvianus Kohls, Clifford & Jones, 1969
- Ornithodoros peusi (Schulze, 1943)
- Ornithodoros piriformis Warburton, 1918
- Ornithodoros porcinus Walton, 1962
- Ornithodoros procaviae Theodor & Costa, 1960
- Ornithodoros puertoricensis Fox, 1947
- Ornithodoros rennellensis Clifford & Sonenshine, 1962
- Ornithodoros rioplatensis Venzal, Estrada-Peña & Mangold, 2008
- Ornithodoros rondoniensis (Labruna, Terassini, Camargo, Brandão, Ribeiro & Estrada-Peña, 2008)
- Ornithodoros rossi Kohls, Sonenshine & Clifford, 1965
- Ornithodoros rostratus Aragão, 1911
- Ornithodoros rudis Karsch, 1880
- Ornithodoros salahi Hoogstraal, 1953
- Ornithodoros savignyi (Audouin, 1826)
- Ornithodoros sawaii Kitaoka & Suzuki, 1973
- Ornithodoros setosus Kohls, Clifford & Jones, 1969
- Ornithodoros solomonis Dumbleton, 1959
- Ornithodoros sonrai Sautet & Witkowski, 1943
- Ornithodoros sparnus Kohls & Clifford, 1963
- Ornithodoros spheniscus Hoogstraal, Wassef, Hays & Keirans, 1985
- Ornithodoros stageri Cooley & Kohls, 1941
- Ornithodoros tadaridae Černý & Dusbábek, 1967
- Ornithodoros talaje (Guérin-Méneville, 1849)
- Ornithodoros tartakovskyi Olenev, 1931
- Ornithodoros tholozani (Laboulbène & Mégnin, 1882)
- Ornithodoros tiptoni Jones & Clifford, 1972
- Ornithodoros turicata (Dugès, 1876)
- Ornithodoros tuttlei Jones & Clifford, 1972
- Ornithodoros vansomereni Keirans, Hoogstraal & Clifford, 1977
- Ornithodoros verrucosus Olenev, Zasukhin & Fenyuk, 1934
- Ornithodoros viguerasi Cooley & Kohls, 1941
- Ornithodoros yumatensis Cooley & Kohls, 1941
- Ornithodoros yunkeri Keirans, Clifford & Hoogstraal, 1984
- Ornithodoros zumpti Heisch & Guggisberg, 1953
- †Ornithodoros antiquus Poinar, 1995
- †Ornithodoros jerseyi (Klompen & Grimaldi, 2001)

## Étymologie
Leur nom dérive du grec ornithos (en grec: ὄρνιθος) et Doros (en grec: Δωρόν), qui signifient respectivement "oiseau" et "don".

## Publication originale
- C. L. Koch, 1844 : Systematische Übersicht über die Ordnung der Zecken. Archiv Für Naturgeschichte, Berlin, vol. 10, p. 217–239 (texte intégral).